# Vitamininstitutet i Schweiz
Institut Suisse des Vitamines, Vitamininstitutet i Schweiz är ett institut i Lausanne. Institutet är (enligt egna uppgifter) grundat 1931, och drivs sedan 1995 som en oberoende stiftelse. Det utför bland annat analyser av vitaminer i mat, farmaceutiska produkter och kosmetika. Institutet är ackrediterat av bland annat EU-kommissionen och federala myndigheter i USA.
Hänvisning till Vitamininstitutet i Schweiz har blivit känt som ett referensbegrepp inom marknadsföring i Sverige. "Vitamininstitutet i Schweiz" åberopades på 1990-talet som auktoritet i TV-reklam för schampo-märket Pantene Pro-V. Reklamen har använts som ett "beryktat" exempel på användandet av en extern förmodat vetenskaplig och oberoende auktoritet i reklam som garant för en produkts kvalitet.